# Ciclone (álbum)
Ciclone é o álbum de estreia da cantora e compositora brasileira Juliette, lançado em 24 de agosto de 2023, através da Rodamoinho Records e Virgin Music Brasil. O álbum contém colaborações como Marina Sena, Dilsinho, João Gomes e Nairo, com produção incluindo Carol Biazin e Rafinha RSQ. Principalmente é um álbum de pop com nuances culturais e referências como R&B, piseiro, trap e afrobeat.
Três singles foram lançados para promover o álbum: "Sai da Frente", "Tengo" e "Quase Não Namoro" com Marina Sena.

## Lançamento e promoção
Em agosto de 2023, Juliette anunciou oficialmente o lançamento de seu primeiro álbum de estúdio, com uma aposta num mix de pop com nuances culturais e referências como R&B, piseiro, trap e afrobeat. Para Juliette, Ciclone representa ainda seu reencontro consigo mesma. É sua forma de celebrar e manifestar a própria personalidade. Os visuais do disco surgiram de acordo com as narrativas de cada música. Em conversas com Felipe Sassi, a cantora buscava elementos e cenários que se encaixavam com as letras e o clima de cada canção para compor imagens que retratariam melhor o sentimento que buscava transmitir. A arte de capa e a data de lançamento do álbum foram reveladas no dia 18 de agosto de 2023, juntamente com o pré-lançamento do disco na plataforma Spotify.

## Divulgação

### Singles
- "Sai da Frente" foi lançada como primeiro single do álbum em 25 de maio de 2023.
- "Tengo" foi lançada como segundo single do álbum em 6 de julho de 2023.
- "Quase Não Namoro" foi lançada em parceria com a cantora Marina Sena como terceiro single do álbum em 3 de agosto de 2023.

### Apresentações ao vivo
Juliette interpretou os singles do álbum, "Sai da Frente", "Tengo" e "Quase Não Namoro" pela primeira vez em 23 de julho de 2023 no Fantástico, da TV Globo. Em 3 de setembro, Juliette performou "Quase Não Namoro" no Altas Horas. Em 22 de outubro de 2023, Marina Sena e Juliette interpretaram "Quase Não Namoro" juntas pela primeira vez no Domingão com Huck.

## Recepção Crítica
| Críticas profissionais | Críticas profissionais |
| Avaliações da crítica  | Avaliações da crítica  |
| Fonte                  | Avaliação              |
| ---------------------- | ---------------------- |
| Escutai                | 53/100                 |
| O Grito!               | [ 15 ]                 |
| G1                     | [ 16 ]                 |
| Aquele Tuim            | [ 17 ]                 |

Ciclone recebeu avaliações mistas a positivas da crítica especializada. Em geral, os resenhistas elogiaram a tentativa de Juliette de consolidar sua identidade artística e sua versatilidade musical, mas alguns apontaram falhas na coesão do projeto.
O portal Escutai destacou o álbum como um avanço em relação ao trabalho anterior da artista, ressaltando a produção mais refinada e a diversidade sonora explorada dentro do pop. As faixas Tengo e Quase Não Namoro foram apontadas como pontos altos, sendo vistas como exemplos claros da flexibilidade de Juliette como intérprete. A crítica também observou que, apesar da busca por um som mais plural, há um esforço consciente de Juliette em explorar novas sonoridades, o que a coloca em uma posição de maior autonomia criativa no cenário pop brasileiro.
A Revista O Grito!, por sua vez, elogiou a confiança do álbum, que mistura elementos do pop com o piseiro e a música nordestina. A crítica também comentou que Juliette mostra evolução como intérprete, apresentando mais consistência vocal e melhor controle de sua performance. No entanto, a publicação aponta que a artista ainda busca uma assinatura musical que a distinga de outras no gênero pop. Ou seja, ainda há uma sensação de que Juliette está em processo de formação artística, experimentando diferentes estilos sem uma identidade totalmente consolidada.
Por outro lado, Mauro Ferreira, colunista do G1, foi mais crítico em sua avaliação. Ele argumentou que o álbum, embora mostre momentos de carisma e espontaneidade, falha em proporcionar uma experiência artística autêntica. Para ele, Juliette "diluí a identidade artística entre goles de amor próprio", optando por uma estética pop de fácil consumo. Ferreira notou que o trabalho peca por se entregar ao que ele considera um "arrastão pop", mais focado no apelo comercial do que na expressão verdadeira de sua arte. Mesmo assim, ele reconheceu faixas como Maravilhosa como exemplos de momentos em que Juliette parece estar mais conectada com sua verdadeira essência.
O Estado de Minas considerou que Ciclone representa um esforço mais consistente de Juliette em se firmar como cantora, especialmente após a recepção morna de seu primeiro álbum. A crítica elogiou a evolução técnica, tanto no canto quanto na produção, e a disposição de Juliette em se posicionar de maneira mais sólida no cenário pop brasileiro. Apesar de reconhecer que o álbum não é perfeito, a publicação viu o disco como um marco na trajetória da artista, sugerindo que ela está no caminho certo para conquistar um espaço duradouro na música.
Por fim, o site Aquele Tuim apontou que, apesar da produção consistente e das claras ambições pop do álbum, Juliette ainda não conseguiu encontrar uma identidade totalmente consolidada. O crítico observou que, em algumas faixas, há uma tentativa de equilibrar suas influências regionais com uma estética pop mais comercial, resultando por vezes em uma sonoridade difusa. Essa falta de uma "assinatura sonora" única foi vista como um desafio para o álbum, que ainda carece de uma voz mais distinta dentro do cenário pop.

## Lista de faixas
| N.º            | Título                                      | Compositor(es) | Produtor(es)                 | Duração |  |
| 1.             | "Sai da Frente"                             | Carol Biazin Nairo Lucas Nave Paiva Prod Pump Killa                                                                     | Canetaria Nave Paiva         | 2:47    |  |
| 2.             | "Tengo"                                     | Juliette Carolzinha Elana Dara Rafinha RSQ                                                                              | RSQ                          | 2:09    |  |
| 3.             | "Quase Não Namoro" (com Marina Sena)        | Elias Mafra Juan Marcus Juliano Valle Lary                                                                              | Canetaria Valle Marco Lima   | 2:15    |  |
| 4.             | "Ciclone"                                   | Juliette Jonathas Pereira Falcão                                                                                        | Canetaria Nave Douglas Moda  | 2:54    |  |
| 5.             | "Nós Dois Depois" (com Dilsinho)            | Juliette Clara Valverde Dilsinho Filipe Toca Jenni Mosello Valle Lary Pedro Felipe Pump Killa Rapha Oliveira Tiê Castro | Canetaria Valle Lima Donatto | 3:06    |  |
| 6.             | "Não Sou de Falar de Amor" (com João Gomes) | Billy SP Gabriel Elias Igor Gonçalves Joyce Alane Gomes                                                                 | Canetaria Lima               | 2:26    |  |
| 7.             | "Beija Eu" (com Nairo)                      | Daniel Ferrera Deluca Mosello Nairo                                                                                     | Canetaria Lima               | 2:07    |  |
| 8.             | "Ninguém"                                   | Juliette Mosello Alane Nave Nairo                                                                                       | Canetaria Marco Lima         | 2:08    |  |
| 9.             | "Diamante"                                  | Juliette Carolzinha Dara RSQ                                                                                            | RSQ                          | 2:34    |  |
| Duração total: | Duração total:                              | Duração total: | Duração total:               | 22:20   |  |

## Turnê
Para divulgar o seu álbum de estreia, Ciclone, Juliette iniciou sua segunda turnê, intitulada, "Turnê Ciclone", com início em 06 de outubro de 2023, na capital de São Paulo.
Repertório
O repertório abaixo é constituído do primeiro show da turnê, realizado em 06 de outubro de 2023 em São Paulo.
1. "Sai da Frente"
2. "Tengo"
3. "Ninguém"
4. "Beija Eu"
5. "Diferença Mara"
6. "Bixinho"
7. "Meu Jeito de Amar"
8. "Medo Bobo"
9. "Péssimo Negócio"
10. "Nós Dois Depois"
11. "Não Sou de Falar de Amor"
12. "Meu Pedaço de Pecado"
13. "Xodó"
14. "Benzin"
15. "Tropicana (Morena Tropicana)"
16. "Frevo Mulher"
17. "Numa Sala de Reboco"
18. "Ciclone"
19. "Triste, Louca ou Má"
20. "Dona de Mim"
21. "Quase Não Namoro"
22. "Ombrim"
23. "Vixe Que Gostoso"
24. "Diamante"

Datas
| Data                   | Cidade         | Estado         | País           | Local                 |
| América do Sul         | América do Sul | América do Sul | América do Sul | América do Sul        |
| ---------------------- | -------------- | -------------- | -------------- | --------------------- |
| 06 de outubro de 2023  | São Paulo      | São Paulo      | Brasil         | Audio                 |
| 20 de outubro de 2023  | Rio de Janeiro | Rio de Janeiro | Brasil         | Circo Voador          |
| 21 de outubro de 2023  | Olinda         | Pernambuco     | Brasil         | Teatro Guararapes     |
| 17 de novembro de 2023 | Curitiba       | Paraná         | Brasil         | Ópera de Arame        |
| 18 de novembro de 2023 | Belo Horizonte | Minas Gerais   | Brasil         | Arena Hall            |
| 02 de dezembro 2023    | João Pessoa    | Paraíba        | Brasil         | Teatro Pedra do Reino |

### Showscancelados
| Data                  | Cidade       | País              | Local                   | Motivo        |
| --------------------- | ------------ | ----------------- | ----------------------- | ------------- |
| 14 de outubro de 2023 | Porto Alegre | Rio Grande do Sul | Auditório Araújo Vianna | Desconhecido. |

## Histórico de lançamento
| Região | Data                 | Formato(s)                 | Gravadora(s)                           | Ref.   |
| ------ | -------------------- | -------------------------- | -------------------------------------- | ------ |
| Mundo  | 24 de agosto de 2023 | Download digital streaming | Rodamoinho Records Virgin Music Brasil | [ 19 ] |